# Kenji Takahashi
Kenji Takahashi –en japonés, 高橋健二, Takahashi Kenji– (13 de julio de 1952) es un deportista japonés que compitió en ciclismo en la modalidad de pista. Ganó una medalla de bronce en el Campeonato Mundial de Ciclismo en Pista de 1981, en la prueba de velocidad individual.

## Medallero internacional
| Campeonato Mundial | Campeonato Mundial    | Campeonato Mundial | Campeonato Mundial       |
| Año                | Lugar                 | Medalla            | Competición              |
| ------------------ | --------------------- | ------------------ | ------------------------ |
| 1981               | Brno (Checoslovaquia) | Medalla de bronce  | Velocidad individual (P) |